# Lophostoma silvicolum
Lophostoma silvicolum е вид прилеп от семейство Американски листоноси прилепи (Phyllostomidae). Възникнал е преди около 0,0117 млн. години по времето на периода кватернер. Видът не е застрашен от изчезване.

## Разпространение
Разпространен е в Боливия, Бразилия, Венецуела, Гвиана, Еквадор, Колумбия, Коста Рика, Никарагуа, Панама, Парагвай, Перу, Салвадор, Суринам, Френска Гвиана и Хондурас.

## Описание
Теглото им е около 32,3 g.